# تششمة خانوم
تششمة خانوم (بالإنجليزية: Cheshmeh-ye Khanom)‏ هي مستوطنة تقع في قسم برون الريفي في إيران. يقدر عدد سكانها بـ 71 نسمة .